# 久保隆二
久保 隆二（くぼ りゅうじ、1972年7月12日 - ）は、日本のクイズ作家。山口県出身。山口県立下関西高等学校卒業、立命館大学国際関係学部中退。株式会社セブンデイズウォー所属。血液型はO型。

## 経歴・人物
1992年、クイズの名門・立命館大学クイズソサエティー（RUQS）に入会。1993年、『第8回史上最強のクイズ王決定戦』（TBS）で全国大会に出場。
以後クイズマニアとして、クイズ大会やクイズ番組で活躍。2007年にはフジテレビ721で放映された『クイズ王最強決定戦〜THE OPEN〜』に「クイズ王」として出場、準優勝となった。
現在はコナミデジタルエンタテインメントのアーケードゲーム『クイズマジックアカデミー』に問題作成スタッフとして携わるなど、クイズ作家として活躍中である。

## 主なクイズ歴
- 『史上最強のクイズ王決定戦』（TBS）※本選第1関門進出
- 『関西クイズオープン』※第3回優勝
- 『マン・オブ・ザ・イヤー』※4位
- 『iQバトル!20世紀』#5（フジテレビ721）※優勝
- 『Quiz Road Cup』※第7回3位
- 『クイズ王カーニバル』※第4回準優勝
- 『クイズ王最強決定戦〜THE OPEN〜』（フジテレビ）※第5回準優勝
- 『頭脳の祭典!クイズ最強王者決定戦!!〜ワールド・クイズ・クラシック〜』（TBS）※第1ステージ進出
- 『JQSグランプリシリーズ』※第5回優勝

## 関わっている主なゲーム
- 『クイズマジックアカデミー』（２作目より参加）

## 過去の担当番組
- 『今すぐ使える豆知識 クイズ雑学王』
- 『THEクイズ神』

## 著書
- 『TVクイズ番組攻略マニュアル』（共著「クイズ番組研究会」名義／新紀元社／2001年）
- 『TVクイズ番組攻略マニュアル2』（共著「フレームワークジェイピー」名義／新紀元社／2002年）
- 『TVクイズ番組攻略マニュアル3』（共著「フレームワークジェイピー」名義／新紀元社／2003年）